# Kaminária
Kaminária (grec moderne : Καμινάρια) est un village de Chypre de plus de 44 habitants.